# Ulrike Müller (política)
Ulrike Müller (7 de dezembro de 1962) é uma política alemã e membro do Parlamento Europeu (MEP) pela Alemanha. Ela foi eleita pelos Eleitores Livres (Alemanha), parte da Alliance of Liberals and Democrats for Europe (2014–2019) e do grupo Renovar a Europa (desde 2019).